# Plectrocnemia conjuncta
Plectrocnemia conjuncta là một loài Trichoptera trong họ Polycentropodidae. Chúng phân bố ở miền Cổ bắc.